# Титов, Игорь Анатольевич
Игорь Анатольевич Титов (1919—2004) — учёный, специалист в области гидродинамики, доктор технических наук, профессор, лауреат Ленинской премии, последний из советских морских инженеров, которые были избраны в Английское общество корабельных инженеров.

## Биография
Игорь Анатольевич Титов родился 12 января 1919 года в Сызрани.
После окончания Ленинградского кораблестроительного института работал в ЦНИИ им. Академика А. Н. Крылова (ныне ФГУП «Крыловский государственный научный центр»).
В 1949—1950 годах находился в командировке в Австрии, где знакомился с технологией производства крыльчатых движителей. С 1950 года начальник сектора, начальник отдела, а с 1960 года — начальник отделения гидродинамики ЦНИИ им. Академика А. Н. Крылова.
Являлся одним из первых учёных, занимавшихся ходкостью подводных лодок.
В 1963 году защитил докторскую диссертацию, с 1965 года — профессор.
В 1965 году стал лауреатом Ленинской премии.
В 1975 году был избран членом Английского общества корабельных инженеров, последним из советских морских инженеров.
С 1992 года — почётный член НТО им. академика А. Н. Крылова.
Был награждён орденами Ленина и «Знак Почёта».
Скончался Игорь Анатольевич Титов 4 апреля 2004 года.

## Публикации
- Войткунский Я. И., Першиц Р. Я.,. Титов И. А. Справочник по теории корабля. //Ленинград, Государственное союзное издательство судостроительной промышленности Судпромгиз. 1960 год.
- Проблемы прикладной гидромеханики судна / под ред. И. А. Титова. — Л. : Судостроение, 1975. — 352 с.
- Титов И. А., Егоров И. Т., Дробленков В. Ф. Ходкость быстроходных судов. Судостроение. 1979.